# Feliciano Ama

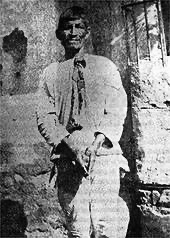
Feliciano Ama.

José Feliciano Ama (* 1881 in Izalco; † 28. Januar 1932 ebenda) war ein indigener Bauernführer der Pipil in El Salvador und Teilnehmer am salvadorianischen Bauernaufstand 1932.

## Kindheit und Jugend
In die Zeit der Geburt Feliciano Amas fielen zwei Regierungsdekrete des Präsidenten Rafael Zaldívar, durch welche 1881 und 1882 die Eigentumsrechte der indigenen Gemeinden aufgehoben und die gemeinschaftlich bewirtschafteten Ejidos aufgelöst wurden. Von den Dekreten profitierten die Großgrundbesitzer, die auch in Izalco ihren Besitz auf Kosten der Indigenen ausdehnten und darauf Kaffee- und Zuckerrohrplantagen einrichten ließen. Die Regierungsdekrete ermöglichten auch indigenen Familien privaten Landbesitz, so dass Feliciano Amas Familie in den Besitz zweier Landgüter gelangte. Unter der Regierung von Tomás Regalado ab 1898 erlassene Gesetze wie dasjenige über die Haft für Schulden (Ley de Prisión por Deuda), Wucherzinsen und minimale Ankaufspreise für die Agrarprodukte der Kleinbauern beschleunigten die Landkonzentration. Gewalt bei der Vertreibung der Pipil von ihrem Land war alltäglich. Feliciano Ama wurde von Beamten der Regalado-Regierung an beiden Daumen gefoltert. Die Hacienda „San Isidro“ der Familie Ama ging in den Besitz der Familie Regalado über.

## Cofradía del Corpus Christi
Ama war nunmehr Tagelöhner in Izalco. Er heiratete Josefa Shupan, die einer einflussreichen Pipil-Familie in Izalco angehörte. 1917 trat er der katholischen Bruderschaft Cofradía del Corpus Christi bei, die neben ihren religiösen Aufgaben auch soziale Forderungen der Indigenen an die Regierung stellte.
Sein Schwiegervater Patricio Shupan, Mayordomo der Bruderschaft Corpus Christi, forderte von der Regierung die Enteignung ungenutzten Landes der Großgrundbesitzer und die Rückgabe der enteigneten Ländereien an die indigenen Bauern. Patricio Shupan nahm 1917 an einem Essen mit Präsident Carlos Meléndez teil und starb unmittelbar danach unter heftigen Magenschmerzen. Nach dem Tode Shupans übernahm Feliciano Ama dessen Ämter in der Bruderschaft, die ausschließlich aus Indigenen bestand. In den folgenden Jahren erhielt Ama durch seinen Einsatz für die Rechte der Bauern große Anerkennung in Izalco und darüber hinaus.
Feliciano Ama trug kurzes Haar, schnitt seinen Vollbart kurz und trug Hemd und Hose sowie Ledersandalen. Er wird als bescheidener Mensch mit ruhiger, respektvoller Stimme beschrieben, gleichzeitig aber voller Überzeugungskraft. Ama, der tief gläubiger Christ war, sprach nur wenig Spanisch und hielt deshalb seine Reden meist in seiner Muttersprache Nawat, die auch die Sprache seiner Landsleute war.

## Bauernaufstand und Tod
Seit der Verschmelzung der Indio-Gemeinde mit der Ladino-Gemeinde per Gesetz vom 24. Februar 1838 unter der Regierung von Timoteo Menéndez hatte Izalco keine indigene Selbstverwaltung mehr. Bei der Kommunalwahl 1927 erhielt der Indigene Pedro Mauricio die Stimmenmehrheit, doch die Ladinos erreichten seine Absetzung mit der Begründung, dass er Analphabet sei. Die Kommunalwahl am 3. Januar 1932 war für viele Pipil von Izalco mit der Hoffnung verbunden, wieder einen Bürgermeister aus den eigenen Reihen zu bekommen, was abermals durch Eingriff der Ladinos in die Wahl verhindert wurde.
In der Nacht vom 22. zum 23. Januar 1932 führte Feliciano Ama die Pipil-Bauern von Izalco in den Aufstand gegen die Großgrundbesitzer und die Militärherrschaft von General Maximiliano Hernández Martínez. Mit mehreren hundert Aufständischen marschierte er in die Departementshauptstadt Sonsonate. Dort töteten Aufständische aus Juayúa den Bürgermeister, doch die Großgrundbesitzer beschuldigten den ihnen verhassten Ama. Dieser floh nach Izalco und versteckte sich in den dortigen Hügeln, wurde jedoch von Soldaten der Garnison Izalco unter Kommandant Cabrera aufgespürt, ergriffen und im Ortszentrum Izalcos gegenüber der Kirche Mariä Himmelfahrt (Iglesia la Asunción) gehängt. Nach manchen Darstellungen war Ama bereits tot, erschlagen von einem Mob von Ladinos, bevor er an den Baum gehängt wurde. Zur Abschreckung der Bevölkerung blieb sein Leichnam unter Bewachung wochenlang hängen. Bei den Massakern nach der Niederschlagung des Aufstands, der „Matanza“, wurde über ein Viertel der Bevölkerung Izalcos ermordet, nahezu jeder erwachsene Mann, der als Pipil angesehen wurde.